# Wolfgang Albers (Politiker)

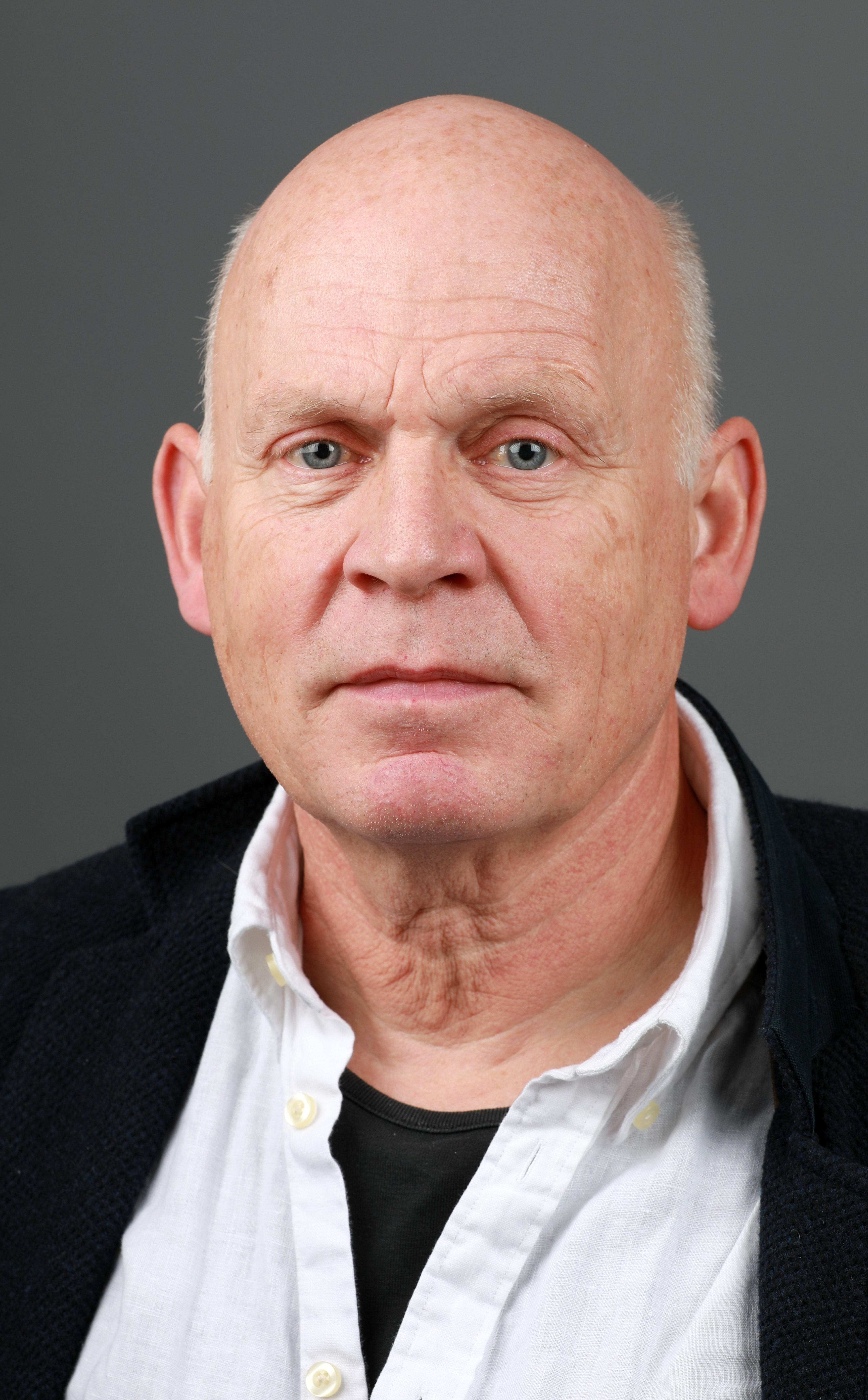
Wolfgang Albers (2017)

Wolfgang Albers (* 2. August 1950 in Essen) ist ein deutscher Politiker der Partei Die Linke und ehemaliger Abgeordneter im Abgeordnetenhaus von Berlin.

## Leben und Beruf
Nach dem Abitur 1970 begann Wolfgang Albers 1974 zunächst in Marburg mit dem Studium der Medizin, das er dann an der Westfälischen Wilhelms-Universität Münster fortsetzte und dort 1980 mit Staatsexamen und Promotion abschloss.
1981 begann er seine Ausbildung zum Chirurgen am Humboldt-Krankenhaus in Berlin-Reinickendorf. Im Rahmen dieser Ausbildung hospitierte er auch ein halbes Jahr in der Herzchirurgie im Deutschen Herzzentrum Berlin. 1990 erhielt er die Anerkennung als „Arzt für Chirurgie“ und arbeitete danach als Oberarzt in der Allgemein- und Gefäßchirurgie des Humboldt-Krankenhauses weiter. Im Jahr 2000 wurde Albers erstmals in den Personalrat des Humboldt-Krankenhauses gewählt. Nach dem Zusammenschluss aller neun ehemals öffentlichen Krankenhäuser Berlins zum Krankenhauskonzern Vivantes ist er weiterhin Mitglied des Konzern-Betriebsrats. Von 2002 bis Mai 2008 saß er zudem als gewählter Delegierter in der Berliner Ärztekammer. Seit 1. Januar 2016 ist er im Altersruhestand.

## Politik
Im Juni 2005 trat er in die WASG ein, im Mai 2006 wurde er zusätzlich Mitglied der Linkspartei.PDS. Im Juni 2007 benannte sich die Linkspartei.PDS in Die Linke um.
Von 2007 bis 2011 war er stellvertretender Landesvorsitzender der Partei Die Linke in Berlin. Im September 2006 wurde er Mitglied des Berliner Abgeordnetenhauses. Er ist Mitglied im Ausschuss für Gesundheit, Umwelt und Verbraucherschutz, und seit Januar 2012 dessen Vorsitzender. Ebenso war er Mitglied im Ausschuss für Wissenschaft und Forschung, dessen stellvertretender Vorsitzender er bis Januar 2012 war. Von 2006 bis 2015 war Albers Mitglied des Fraktionsvorstandes sowie gesundheits- und wissenschaftspolitischer Sprecher seiner Fraktion. Seit 2016 ist er zudem Mitglied des Innenausschusses.
Bei den Abgeordnetenhauswahlen im September 2011 und bei den Abgeordnetenhauswahlen im September 2016 holte er für seine Partei das Direktmandat im Wahlkreis Lichtenberg 2.
2021 schied Albers aus dem Abgeordnetenhaus aus. 2022 verließ Albers Die Linke aufgrund politischer Differenzen. Nach seinem Ausscheiden aus dem Abgeordnetenhaus und dem Rückzug aus der aktiven Politik blieb er publizistisch tätig und wurde 2025 Mitherausgeber der in Essen erscheinenden „Marxistischen Blätter“.
Albers ist darüber hinaus ein ausgewiesener Kenner der Geschichte des deutschen Walfangs in den 1950er Jahren. Als Autor veröffentlichte er im Oceanum-Jahrbuch der Schifffahrt mehrere Beiträge zur Geschichte der Walfangflotte des griechischen Reeders Aristoteles Onassis, die in den 1950er Jahren mit deutschen Seeleuten auf Fang ging.

## Werke
- "Chile ist jetzt frei! Das Ausgehverbot bringt auch viele Vorteile", in: Konkret Heft 9-1986, Hamburg: Neuer Konkret-Verlag, 1986
- Fast jeder dritte Arzt muss gehen, in: Junge Welt vom 6. Mai 2005
- Krankes System, in: Junge Welt vom 2. August 2016
- Zur Kasse, bitte! – Gesundheit als Geschäftsmodell, Berlin: Das Neue Berlin, 2016, ISBN 978-3-360-01312-5
- Der Ausverkauf der Daseinsvorsorge, in: Marxistische Blätter Heft 1-2017, Essen: Neue Impulse Verlag, 2017, ISSN 0542-7770
- Hebammen in die Kreißsäle, in: Blätter für deutsche und internationale Politik Heft 3-2018, Berlin: Blätter Verlagsgesellschaft, 2018, ISSN 0006-4416
- Die Dialektik der Pandemie, in: Marxistische Blätter Heft 4-2020, Essen: Neue Impulse Verlag, 2020, ISSN 0542-7770
- Aufklärung statt Impfpflicht, in: Blätter für deutsche und internationale Politik Heft 4-2022, Berlin: Blätter Verlagsgesellschaft, 2022, ISSN 0006-4416
- Wie tödlich war Covid-19 in Berlin?, in: Berliner Zeitung vom 28./29.12.2024
- Chronik einer Farce - Das Berliner Corona-Behandlungszentrum, in: Marxistische Blätter Heft 1-2025, Essen: Neue Impulse Verlag, 2025, ISBN 978-3-96170-691-4
- Lauterbachs Krankenhausversorgungsverbesserungsgesetz, in: Marxistische Blätter Heft 1-2025, Essen: Neue Impulse Verlag, 2025, ISBN 978-3-96170-691-4
- Herzlichen Glückwunsch Rolf Becker! in: Marxistische Blätter Heft 2-2025, Essen: Neue Impulse Verlag, 2025, ISBN 978-3-96170-092-9
- War da was - 1968 in Osnabrück?, in: Protest & Aufbruch - 68 in Osnabrück, Oldenburg: Isensee-Verlag, 2018, ISBN 978-3-7308-1469-7
- Der Kampf zweier Linien - Begegnungen mit dem KBW, in: Aufbruch & Krise - Osnabrück in den 70er Jahren, Oldenburg: Isensee-Verlag, 2020, ISBN 978-3-7308-1731-5
- Südliches Eismeer und weiter... - Die Geschichte des W.M.S. OLYMPIC CHALLENGER, in: Oceanum - Das Jahrbuch der Schifffahrt Ausgabe 08, Bremen: Oceanum Verlag, 2023, ISBN 978-3-86927-508-6
- Südliches Eismeer und weiter... - Die erste Fahrt des Onassis-Walfängers OLYMPIC CHALLENGER 1950/1951, in: Oceanum - Das Jahrbuch der Schifffahrt Ausgabe 09, Bremen: Oceanum Verlag, 2024, ISBN 978-3-86927-509-3
- Südliches Eismeer und weiter... - Das Ende des Walfangs der OLYMPIC CHALLENGER, in: Oceanum - Das Jahrbuch der Schifffahrt Ausgabe 10, Bremen: Oceanum Verlag, 2025, erscheint im Oktober 2025